# جاك غرينويل
جاك غرينويل (بالإنجليزية: Jack Greenwell)، من مواليد كاونتي دورهام في إنجلترا، لاعب كرة قدم إنجليزي ومدرب كرة قدم إنجليزي، وقد درب نادي برشلونة الإسباني لمدة 7 مواسم  ، ولم يكسر أي مدرب هذا الرقم إلا يوهان كرويف، وقد أمضى فترة أخرى مع نادي برشلونة، وفي عام 1939 أصبح غرينويل المدرب الوحيد من خارج أمريكا الجنوبية الذي يفوز بكأس كوبا أميركا مع منتخب بيرو لكرة القدم، وقد درب أيضا أندية إسبانيول ونادي فالنسيا ونادي مايوركا.

## مسيرته كلاعب كرة قدم
قبل أن ينضم إلى نادي برشلونة، كان غرينويل يلعب لنادي كروك تاون، وفي 29 سبتمبر 1912 قام بلعب مباراته الأولى مع نادي برشلونة الإسباني، وفي عام 1916 اعتزل كرة القدم كلاعب.

## مسيرته التدريبية
و بعد أن أعتزل كرة القدم تم تعيينه من قبل رئيس النادي خوان غامبر مدربا لنادي برشلونة، وقد قاد الفريق في أولى مباريات في تاريخ 7 يوليو 1917، وقد درب الفريق لمدة 492 مباراة، وقادهم خلال فترتهم الذهبية الأولى، وفي عام 1924 ترك الفريق وتوجه إلى تدريب نادي إسبانيول ودربهم حتى عام 1930، وفي عام 1931 عاد إلى تدريب نادي برشلونة الإسباني، وقد كان هناك العديد من النجوم تحت قيادته في برشلونة ومنهم، باولينو ألكنتارا وساغيباربا وريكاردو زامورا وجوسيب ساميتيير وفليكس سيسوماغا وفرانز بلاتكو.
و بعد أن ترك نادي برشلونة للمرة الثانية في عام 1933 درب نادي فالنسيا، وقد حصلوا على المركز السابع في الدوري وخسروا نهائي كأس الملك 1-2 أمام ريال مدريد، وفي 1939 توجه غرينويل إلى بيرو ليدرب يونيفرسيتاريو دي ديبورتس، وبعدها دربمنتخب البيرو لكرة القدم، وقادهم إلى الفوز ببطولة كأس كوبا أميركا، وبطلة الجامعي دي بيرو في 1939.

## روابط خارجية
- جاك غرينويل على موقع عالم كرة القدم.نت (الإنجليزية)